# Погрібняк Сергій Сергійович
Сергі́й Сергі́йович Погрібня́к — солдат Збройних Сил України, учасник російсько-української війни, який загинув у ході російського вторгнення в Україну.

## Життєпис
Народився в м. Олександрії на Кіровоградщині.
Випускник Олександрійського професійного ліцею, де навчався на оператора комп'ютерного набору за спеціальністю офісний службовець (бухгалтерія).
Загинув 7 березня 2022 року в боях з російськими окупантами у ході відбиття російського вторгнення в Україну (місце — не уточнено). 

## Нагороди
- орден «За мужність» III ступеня (2022, посмертно) — за особисту мужність і самовіддані дії, виявлені у захисті державного суверенітету та територіальної цілісності України, вірність військовій присязі.